# Athanase Louis Marie de Loménie
Athanase Louis Marie de Loménie, conte di Brienne (Flavignac, 20 aprile 1730 – Parigi, 10 maggio 1794), è stato un politico e nobile francese.

## Biografia

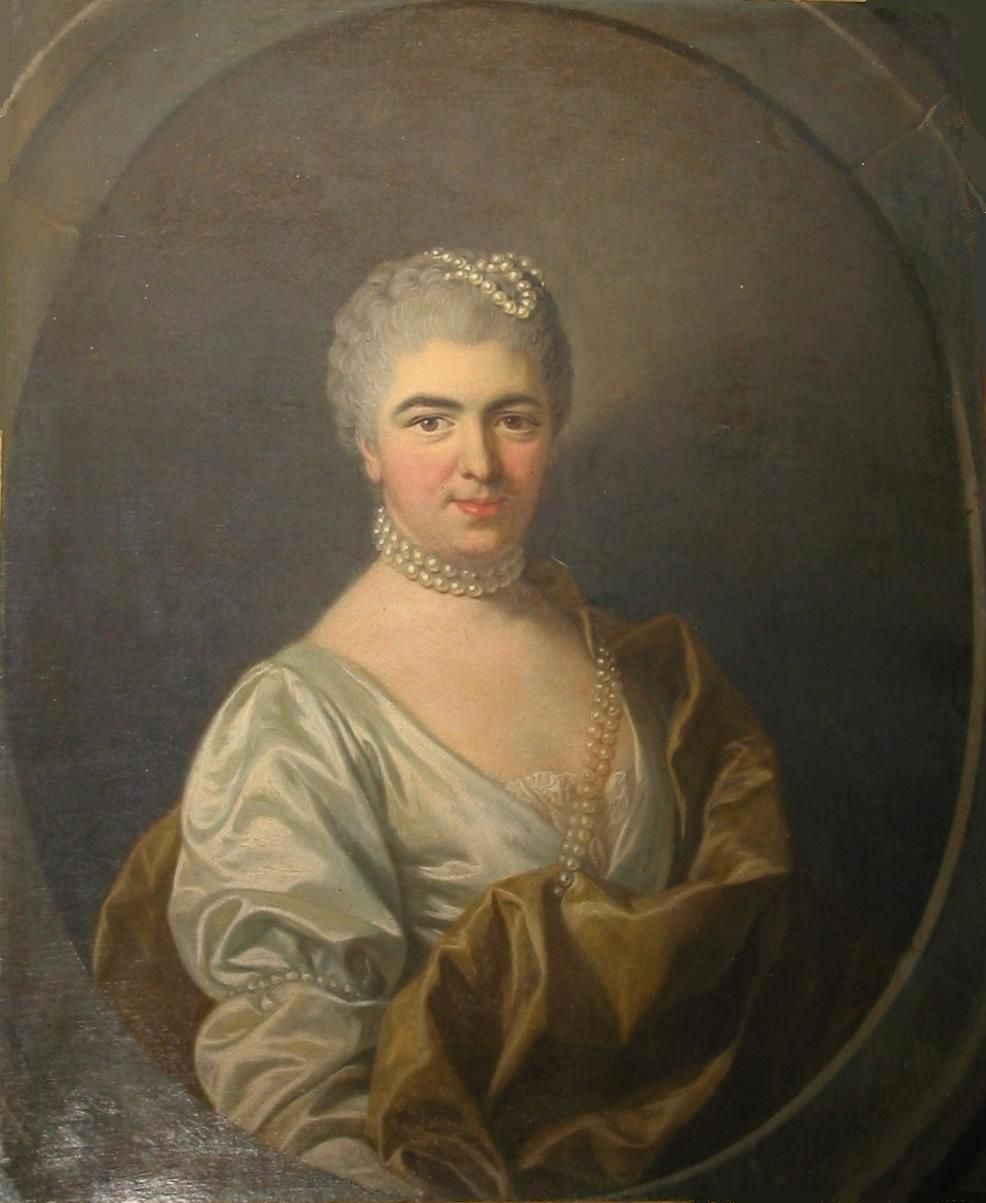
Madame Fizeaux, moglie del conte di Brienne, in un ritratto di Charles-André van Loo

Membro di un ramo minore della nobile famiglia francese dei Lomenie Flavignac, originaria del Limosino, Louis-Marie-Athanasius era fratello minore del cardinale Etienne-Charles de Lomenie de Brienne, ministro di Luigi XVI di Francia. Intrapresa la carriera militare nell'esercito francese, divenne tenente generale e comandò il reggimento dell'Artois dal 1747 al 1762. Nominato segretario di stato per la guerra dal 1787 al 1788, venne ghigliottinato il 21 floreale dell'anno II (10 maggio 1794) con altri quattro membri della sua famiglia e la principessa Elisabetta di Borbone.
Nel settore immobiliare di famiglia ricostruì il castello di Brienne-le-Château, ed acquistò a Parigi una lussuosa abitazione in Rue Saint-Dominique, che divenne nota col nome di Hôtel de Brienne, attuale residenza ufficiale del ministero della difesa francese.

## Matrimonio e figli
Fu marchese di Moy e signore di Vendeuil per matrimonio con Etiennette Fizeau Clémont, figlia di un ricco proprietario di mulini a Saint-Quentin. Athanase ed Etiennette ebbero i seguenti figli:
- François-Alexandre-Antoine Lomenie, visconte di Brienne, ufficiale comandante del 12º reggimento cacciatori a cavallo, ghigliottinato assieme al padre; sposò nel 1785 Élisabeth Louise Sophie de Vergès (1767-1835)
- Charles
- Pierre François Martial

## Araldica
| Stemma | Descrizione                                      | Blasonatura |
|        | Athanase Louis Marie de Loménie Conte di Brienne | Inquartato: al 1° e al 4° d'oro a due vacche di rosso; al 2° e al 3° d'argento, al leone rampante di rosso con coda biforcuta; su tutto, d'oro all'albero di verde posto su un tondo di nero; al capo d'azzurro, caricato di tre losanghe d'argento. Ornamenti esteriori da conte. Cavaliere dell'Ordine dello Spirito Santo. |